# Wilhelm Mohrmann
Friedrich Wilhelm Heinrich Mohrmann (* 11. September 1815 in Hamburg; † 6. Mai 1891 in Leipzig) war Richter am Reichsoberhandelsgericht und Abgeordneter der zweiten Kammer der Landstände des Großherzogtums Hessen.

## Leben
Nachdem Mohrmann als Gerichtsakzessist in Mainz in den hessischen Staatsdienst eingetreten war, wurde er 1848 Ergänzungsrichter am Kreisgericht Mainz. Im selben Jahr wurde er Substitut des Staatsprokurators in Alzey. 1849 kam er in dieser Stellung nach Mainz. 1851 wurde er Richter am Kreisgericht Alzey. Von 1854 bis 1860 war er Untersuchungsrichter für den Bezirk Alzey. Im 15. und 16. Landtag (1856–1862) des Großherzogtums Hessen war er Abgeordneter in der zweiten Kammer für den Wahlbezirk Rheinhessen-Alzey. 1868 wurde er zum Vizepräsidenten des Bezirksgerichts Mainz ernannt und 1869 zum Obergerichtsrat am Obergericht Mainz befördert. 1872 wurde er entlassen. 1873 kam er zum Reichsoberhandelsgericht. 1879 trat er nicht in das Reichsgericht über und ging in den Ruhestand.

## Familie
Sein Vater war der Hamburger Kaufmann Friedrich Wilhelm Mohrmann, seine Mutter war Charlotte Mohrmann, geb. Körber. Seine Mutter verheiratete sich erneut mit dem Militär Friedrich Engel Königer. Ein Halbbruder war der Militärschriftsteller Julius Königer (1820–1866).
1848 heiratete Mohrmann Dorothea Sophia Luise Tän(t)zel.